# Herrarnas lagförföljelse i bancykling vid olympiska sommarspelen 1992
Herrarnas lagförföljelse i bancykling vid olympiska sommarspelen 1992 ägde rum den 30-31 juli 1992 i Velòdrom d'Horta.

## Medaljörer
| Event                    | Guld                                                                              | Silver                                                               | Brons                                                                      |
| Herrarnas lagförföljelse | Tyskland Stefan Steinweg Andreas Walzer Guido Fulst Michael Glöckner Jens Lehmann | Australien Stuart O'Grady Brett Aitken Stephen McGlede Shaun O'Brien | Danmark Jan Petersen Michael Sandstød Ken Frost Jimmi Madsen Klaus Nielsen |

## Resultat

### Kvalificeringsomgång
| Placering | Cyklister                                                                           | Land            | Tid      | Genomsnittlig hastighet | Kvalificerad | Noteringar |
| --------- | ----------------------------------------------------------------------------------- | --------------- | -------- | ----------------------- | ------------ | ---------- |
| 1         | Brett Aitken Stephen McGlede Shaun O’Brien Stuart O’Grady                           | Australien      | 4:11.245 | 57.314 km/h             | Q            | VR         |
| 2         | Michael Glöckner Jens Lehmann Stefan Steinweg Guido Fulst Andreas Walzer            | Tyskland        | 4:14.934 | 56.485 km/h             | Q            |            |
| 3         | Ivan Beltrami Rossano Brasi Ivan Cerioli Fabrizio Trezzi Giovanni Lombardi          | Italien         | 4:15.103 | 56.447 km/h             | Q            |            |
| 4         | Ken Frost Jimmi Madsen Jan Bo Petersen Klaus Kynde Nielsen Michael Sandstød         | Danmark         | 4:17.719 | 55.874 km/h             | Q            |            |
| 5         | Chris Boardman Paul Jennings Bryan Steel Glen Sword                                 | Storbritannien  | 4:19.126 | 55.571 km/h             | Q            |            |
| 6         | Valery Batura Oleksandr Honchenkov Dmitry Nelyubin Roman Saprykin Nikolaj Kuznetsov | OSS             | 4:19.343 | 55.525 km/h             | Q            |            |
| 7         | Gary Anderson Nigel Donnelly Carlos Marryatt Stuart Williams Glenn McLeay           | Nya Zeeland     | 4:21.145 | 55.141 km/h             | Q            |            |
| 8         | Svatopluk Buchta Rudolf Juřícký Jan Panáček Pavel Tesař                             | Tjeckoslovakien | 4:21.687 | 55.027 km/h             | Q            |            |
| 9         | Chris Coletta Dirk Copeland Matthew Harmon Jim Pollack                              | USA             | 4:22.963 | 54.760 km/h             |              |            |
| 10        | Adoo Alperi Gabriel Aynat Jonathan Garrido Santos González                          | Spanien         | 4:23.013 | 54.750 km/h             |              |            |
| 11        | Hervé Dagorné Philippe Ermenault Daniel Pandèle Pacal Potié                         | Frankrike       | 4:23.924 | 54.561 km/h             |              |            |
| 12        | Niels van der Steen Gerben Broeren Erik Cent Servais Knaven                         | Nederländerna   | 4:25.693 | 54.197 km/h             |              |            |
| 13        | Conrado Cabrera Eugenio Castro Noël de la Cruz Raúl Domínguez                       | Kuba            | 4:27.060 | 53.920 km/h             |              |            |
| 14        | Seung-Hwan Ji Yong-Gyu Kim Min-Su Oark Chang-Yong Won                               | Sydkorea        | 4:27.706 | 53.790 km/h             |              |            |
| 15        | Yasuhiro Ando Masamitsu Ehara Naikiyo Hashisako Makio Madarame                      | Japan           | 4:32.484 | 52.847 km/h             |              |            |
| 16        | Arturo García César Muciño Jesús Vázquez Marco Zaragoza                             | Mexiko          | 4:32.834 | 52.779 km/h             |              |            |
| 17        | Ángel Colla Gustavo Guglielmone Carlos Pérez Fabio Placanica                        | Argentina       | 33.860   | 52.581 km/h             |              |            |
| 18        | Esteban López Fernando Sierra Alberny Vargas José Veláaquez                         | Colombia        | 4:36.086 | 52.157 km/h             |              |            |
| 19        | Nima Ebrahim Mehrdad Afsharian Tarshiz Mohamed Reza Banna Najid Naseri              | Iran            | 4:45.745 | 50.394 km/h             |              |            |
| 20        | Jazy Garcia Manuel García Andrew Martin Martin Santos                               | Guam            | 5:23.366 | 44.531 km/h             |              |            |
| -         | Grzegorz Krejner Marek Leśniewski Wojciech Pawłak Dariusz Baranowski                | Polen           | DNS      |                         |              |            |

### Kvartsfinaler
Heat 1
| Placering | Land           | Tid      | Genomsnittlig hastighet | Kvalificering |
| --------- | -------------- | -------- | ----------------------- | ------------- |
| 1         | Danmark        | 4:12.270 | 57.081 km/h             | Q             |
| 2         | Storbritannien | 4:14.350 | 56.614 km/h             |               |

Heat 2
| Placering | Land    | Tid      | Genomsnittlig hastighet | Kvalificering |
| --------- | ------- | -------- | ----------------------- | ------------- |
| 1         | Italien | 4:15.440 | 56.373 km/h             | Q             |
| 2         | OSS     | 4:16.685 | 56.099 km/h             |               |

Heat 3
| Placering | Land        | Tid      | Genomsnittlig hastighet | Kvalificering |
| --------- | ----------- | -------- | ----------------------- | ------------- |
| 1         | Tyskland    | 4:10.980 | 57.375 km/h             | Q             |
| 2         | Nya Zeeland | ovtk     |                         |               |

Heat 4
| Placering | Land            | Tid      | Genomsnittlig hastighet | Kvalificering | Noteringar |
| --------- | --------------- | -------- | ----------------------- | ------------- | ---------- |
| 1         | Australien      | 4:10.438 | 57.499 km/h             | Q             | WR         |
| 2         | Tjeckoslovakien | ovtk     |                         |               |            |

### Semifinaler
Heat 1
| Placering | Land     | Tid      | Genomsnittlig hastighet | Kvalificering |
| --------- | -------- | -------- | ----------------------- | ------------- |
| 1         | Tyskland | 4:10.446 | 57.497 km/h             | Q             |
| 2         | Danmark  | 4:15.860 | 56.280 km/h             |               |

Heat 2
| Placering | Land       | Tid      | Genomsnittlig hastighet | Kvalificering |
| --------- | ---------- | -------- | ----------------------- | ------------- |
| 1         | Australien | 4:15.705 | 56.314 km/h             | Q             |
| 2         | Italien    | 4:18.291 | 55.751 km/h             |               |

### Final
| Placering | Land       | Tid      | Genomsnittlig hastighet | Kvalificering | Noteringar |
| --------- | ---------- | -------- | ----------------------- | ------------- | ---------- |
| 1         | Tyskland   | 4:08.791 | 57.879 km/h             | WR            |            |
| 2         | Australien | 4:10.218 | 57.549 km/h             |               |            |